# Joe Muranyi
Joseph P. „Joe” Muranyi (Martins Ferry, Ohio, 1928. január 14. – New York, 2012. április 20.) magyar származású amerikai jazz-klarinétos, zeneszerző és kritikus; Louis Armstrong utolsó, egyetlen fehér klarinétosa volt.

## Származása
Szülei Magyarországról, édesapja Mezőkövesdről, édesanyja egy Győr melletti kis faluból, települtek ki az Egyesült Államokba, s Joe már ott született, Ohióban. „Gyerekkoromban otthon mindig magyarul beszéltünk, így elég jól megtanultam a nyelvet. Az évtizedek során persze sokat felejtettem, de amióta Magyarországra járok, úgy érzem, fejlődtem, s most már megint egészen jól beszélek. Magyarul olvasni csak nagyon lassan tudok, de mégis átrágtam magam egy monográfián Erdély történetéről, illetve a Habsburg-családról. A kinti zenész kollégák is tudják rólam, hogy magyar származású vagyok: gyakran emlegetnek Hungarian Joe-ként” – mondja.

## Fiatalsága
Ohióban született és ott is töltötte gyerekkora nagy részét. Már nagyon fiatalon megfogták Bing Crosby dalai, de a countryt is megszerette, akárcsak az Egyesült Államokban letelepedett magyarok által énekelt nótákat. Mivel a negyvenes évek elején édesapját a munkahelye New Yorkba szólította (itt kapott házmesteri állást), a Muranyi család Manhattanbe költözött. A fiatal Joe Muranyit  ekkor ejtette rabul a zene, a szving: napi rendszerességgel látogatott el dzsesszklubokba, naponta öt-hat órát klarinétozott, és elmondása szerint  ekkor már tudta, hogy muzsikus szeretne lenni. Tehetségét és kitartását jól érzékelteti a tény, hogy már a gimnáziumi fúvószenekarban is játszott, és érettségi után felvették a Columbia Egyetemre, ahol ugyancsak folytatta a klarinétozást.

## Pályafutása
Kortárs volt a jazztörténet nagy klasszikusaival és nemcsak hallgatta őket, hanem személyesen is ismerte a legtöbbjüket és játszott is szinte mindenkivel, aki a műfaj klasszikusai közül számít. Fiatalkorában, pályafutása elején különböző hanglemezkiadóknál dolgozott producerként, de aztán véglegesen a zenélés mellett döntött: tizenhét évet játszott Roy Eldridge zenekarában. „Eldridge és big bandje hosszú időn át, stabilan tartotta a második helyet Armstrong mögött. Rengeteget tanultam mellette, kitűnő iskola volt ez az Armstronggal töltött évekhez.” Aztán 1967-ben az akkor már világhírű Louis Armstrong – akit Joe bácsi egyszerűen csak „Lajosként” emleget – klarinétost keresett zenekarába, és választása Joe-ra, a magyar származású, harmincas évei végén járó zenészre esett: ő lett Armstrong zenekarának egyetlen és utolsó fehér klarinétosa, egészen Armstrong 1971-es haláláig. Ezek az évek mindmáig  meghatározó szerepet töltenek be életében.

## Magyarországi látogatásai
Joe Muranyi itthon sem ismeretlen a jazzrajongók előtt, a rendszerváltás óta szinte minden jelentősebb magyar zenekarral fellépett és lemezeket is készített Magyarországon. Szerepelt többek között a Benkó Dixieland Band, a Bohém Ragtime Jazz Band, a Jazz Steps, a Joe Laux Jazz Band és a Storyville Jazz Band magyar kiadású albumain.
Hatvanéves korában végre – a rendszerváltás idején – életében először Magyarországra látogatott. Benkó Sándor volt az, aki – Cserey Erzsi, a New York-i magyar színház vezetője közvetítésével – felkérte saját együttese koncertjének meghallgatására. Bár elmondása szerint Amerikában sohasem dolgozott együtt ottani magyarokkal, Zoller Attilát, Szabó Gábort, Tommy Viget és Szakcsi Lakatos Bélát ismerte és többször is hallotta játszani, előadásmódjukkal meg volt elégedve. Amikor először Magyarországon járt, nagyon meglepődött, hogy egy ilyen kis országban ennyire fantasztikus zenekarok is találhatóak, mint a Benkó Dixieland Band. Elismerte és elfogadta, hogy Magyarországon is nagyon sokan művelik a dzsesszt kimagasló színvonalon. Életének 80. évén túl is a legjobban fiatalokkal szeretett muzsikálni: utolsó „kedvence” a jórészt huszonévesekből álló Jazz Steps Finok Zoltán vezetésével volt, amely a harmincas-negyvenes évek New Orleans-i és chicagói örökzöldjeit játssza.

## Forráshivatkozás
1. 1 2  Retkes Attila: "Hungarian Joe" Armstrong egyetlen fehér muzsikusa. Színház.org, 2003. június. [2010. augusztus 9-i dátummal az eredetiből archiválva]. (Hozzáférés: 2011. június 6.)

## Fordítás
- Ez a szócikk részben vagy egészben  a   Joe Muranyi című angol Wikipédia-szócikk ezen változatának fordításán alapul.  Az eredeti cikk szerkesztőit annak laptörténete sorolja fel. Ez a jelzés csupán a megfogalmazás eredetét és a szerzői jogokat jelzi, nem szolgál a cikkben szereplő információk forrásmegjelöléseként.